# Чистякова, Регина
Регина Чистякова (род. 7 ноября 1961, Титувенай, Кельмеский район), в девичестве Нидерите — советская и литовская легкоатлетка, специалистка по бегу на средние и длинные дистанции, бегу по пересечённой местности. Выступала за сборные СССР и Литвы по лёгкой атлетике в 1980-х и 1990-х годах, обладательница бронзовой медали чемпионата Европы в помещении, бронзовая призёрка Игр доброй воли и Универсиады, победительница и призёрка первенств всесоюзного значения, действующая рекордсменка Литвы в беге на 3000 метров на открытом стадионе и в закрытых помещениях.

## Биография
Регина Чистякова родилась 7 ноября 1961 года в городе Титувенай Литовской ССР.
Занималась лёгкой атлетикой в Вильнюсе, окончила Вильнюсский педагогический университет (1993).
Впервые заявила о себе на взрослом всесоюзном уровне в сезоне 1985 года, когда выиграла серебряную медаль на чемпионате СССР по кроссу в Челябинске.
В 1986 году в беге на 3000 метров получила серебро на зимнем чемпионате СССР в Москве, установив при этом ныне действующий национальный рекорд Литвы в данной дисциплине — 8.46,74. Попав в состав советской сборной, выступила на чемпионате Европы в помещении в Мадриде, где стала бронзовой призёркой. Принимала участие в Играх доброй воли в Москве — здесь так же взяла бронзу и установила ныне действующий рекорд Литвы в беге на 3000 метров на открытом стадионе — 8:46.74. На последовавшем чемпионате СССР в Киеве превзошла всех соперниц на данной дистанции и завоевала золото.
В 1988 году на чемпионате мира по кроссу в Окленде финишировала седьмой в личном зачёте и тем самым помогла своим соотечественницам выиграть женский командный зачёт. На чемпионате СССР в Киеве выиграла бронзовую медаль на дистанции 3000 метров. Помимо этого, в составе советской сборной одержала победу на международном женском экидэне в Иокогаме.
На кроссовом чемпионате мира 1989 года в Ставангере заняла 27 место в личном зачёте и вновь выиграла командный зачёт. Будучи студенткой, представляла страну на Универсиаде в Дуйсбурге, где в дисциплине 3000 метров стала бронзовой призёркой.
В 1990 году получила серебро в беге на 5000 метров на зимнем чемпионате СССР в Челябинске, вновь выиграла международный женский экидэн в Иокогаме. На чемпионате мира по кроссу в Экс-ле-Бен показала 13-й результат в личном зачёте и стала победительницей командного зачёта.
После распада Советского Союза Чистякова ещё в течение многих лет выступала на различных шоссейных стартах в Европе и несколько раз привлекалась в литовскую национальную сборную для участия в крупнейших международных стартах. Так, в 1993 году она представляла Литву на чемпионате мира в Штутгарте, где в программе бега на 3000 метров остановилась на предварительном квалификационном этапе.
В 1994 году помимо прочего выступила на кроссовом чемпионате Европы в Алнике.
В 1995 году участвовала в чемпионате мира по кроссу в Дареме.